# IC 443
IC 443 (även känd som Manetnebulosan och Sh 2-248) är en galaktisk supernovarest i stjärnbilden Tvillingarna. Sett från Jorden befinner den sig nära stjärnan Eta Geminorum. Den befinner sig på ett avstånd på ungefär 5000 ljusår från Jorden.
IC 443 kan vara resten av en supernova som exploderade för 30 000 - 35 000 år sedan. Samma supernova skapade antagligen neutronstjärnan CXOU J061705.3+222127, den kollapsade resten av stjärnkärnan. IC 443. är ett av de bäst studerade fallen av supernovarester som interagerar med omgivande molekylmoln.

## Globala egenskaper

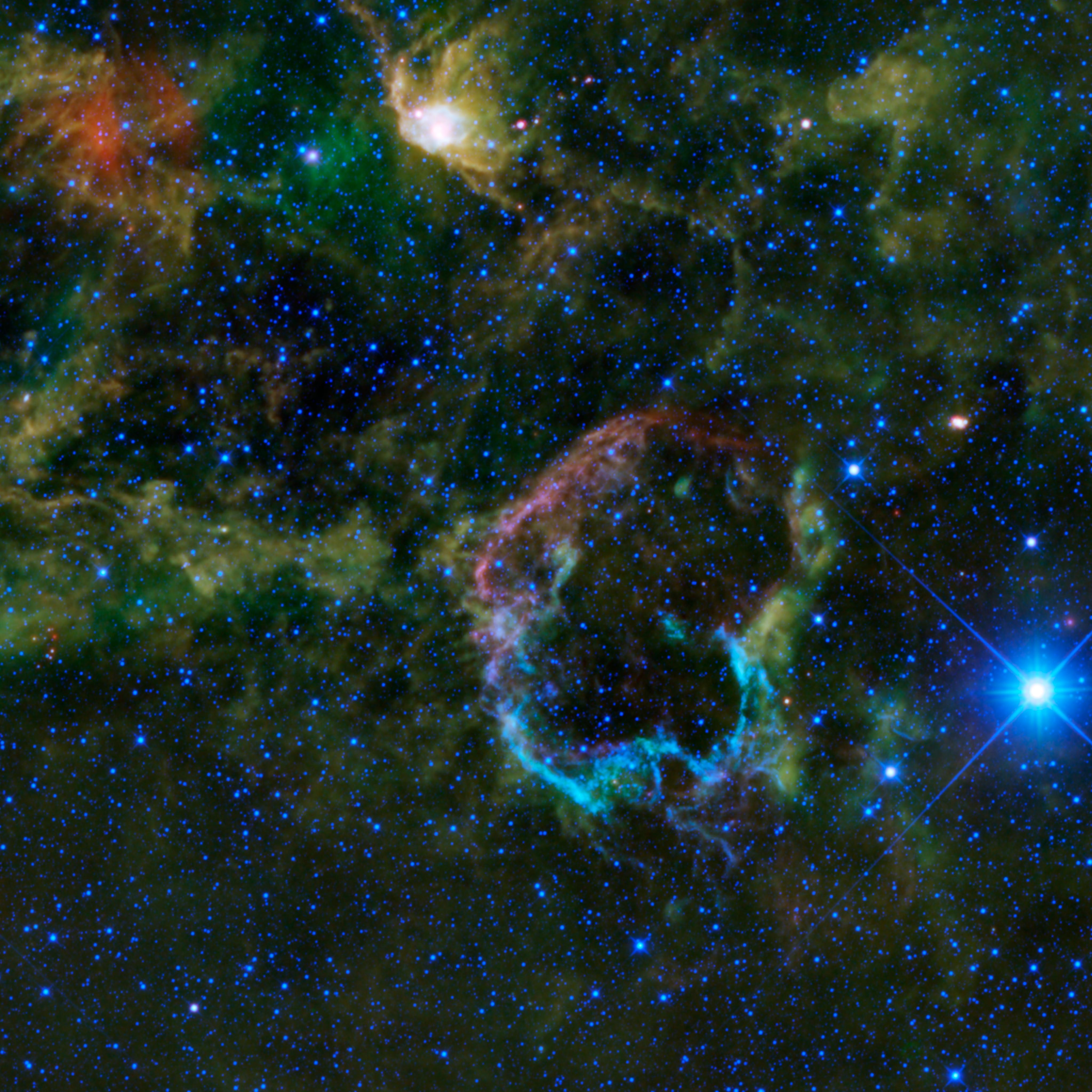
WISE-bild av IC 443

IC 443 är en utökad källa med en vinkeldiameter på 50 bågminuter (som jämförelse är fullmånen 30 bågminuter i diameter). På det uppskattade avståndet på 5 000 ljusår (1 500 parsek ) från jorden motsvarar den en fysisk storlek på ungefär 70 ljusår (20 parsek). 
SNR:s optiska och radioaktiva morfologi är skalliknande (till exempel ett prototypiskt skalliknande SNR är SN 1006), bestående av två sammankopplade delskal med olika centra och radier. Ett tredje, större delskal – initialt tillskrivet IC 443 – erkänns nu som ett annat och äldre (100 000 år) SNR, kallat G189.6+3.3. 
Det är värt att notera att IC 443:s röntgenmorfologi är centralt toppad och ett mycket mjukt röntgenskal är knappt synligt. Till skillnad från plerionrester, till exempel Krabbnebulosan, domineras inte den inre röntgenemissionen av den centrala pulsarvindnebulosan. Den har verkligen ett termiskt ursprung. IC 443 uppvisar mycket liknande egenskaper som klassen av blandade morfologiska SNR. Både optisk och röntgenemission absorberas kraftigt av ett gigantiskt molekylmoln i förgrunden, som korsar hela restkroppen från nordväst till sydost.
Reststjärnans ålder är fortfarande osäker. Det råder viss enighet om att progenitor-supernovan inträffade för mellan 3 000 och 30 000 år sedan. Nyligen genomförda observationer med Chandra och XMM-Newton identifierade en plerionebulosa, nära den södra kanten av reststjärnan. Punktkällan nära nebulosans spets är en neutronstjärna, en kvarleva från en SN-explosion. Platsen i ett stjärnbildningsområde och närvaron av en neutronstjärna talar för en typ II-supernova, det slutgiltiga ödet för en massiv stjärna, som progenitor-explosionen.  

### SNR-miljön

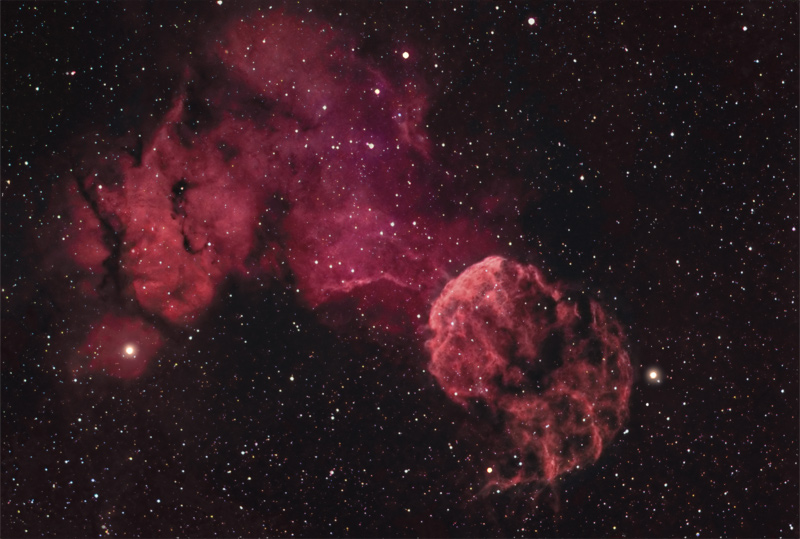
IC 443 vidvinkelbild. Stjärnorna η (höger) och My Geminorum (vänster), den diffusa emissionen från S249 (norr) och det partiella skalet G189.6+3.3 (mitten) är synliga.

SNR IC 443 är belägen i den galaktiska anticentrumriktningen (l=189,1°), nära det galaktiska planet (b=+3,0°). Många objekt ligger i samma region på himlen: H II-regionen S249, flera unga stjärnor (medlemmar i GEM OB1-föreningen) och en äldre SNR (G189,6+3,3). 
Resten utvecklas i en rik och komplex miljö, vilket starkt påverkar dess morfologi. Observationer av flera våglängder visar förekomsten av skarpa densitetsgradienter och olika molngeometrier i omgivningarna kring IC 443. Massiva stjärnor är kända för att vara kortlivade (ungefär 30 miljoner år) och avsluta sina liv medan de fortfarande är inbäddade i progenitormolnet. De mer massiva stjärnorna (O-typ) rensar förmodligen den omgivande miljön med hjälp av kraftfulla stjärnvindar eller fotojoniserande strålning. Tidiga B-typstjärnor, med en typisk massa mellan 8 och 12 solmassor, är inte kapabla till detta, och de interagerar sannolikt med det ursprungliga molekylmolnet när de exploderar. Det är därför inte förvånande att SNR IC 443, som tros vara efterdyningarna av en stjärnexplosion, utvecklades i en så komplex miljö. Till exempel ligger en betydande andel av supernovarester nära täta molekylmoln (ca 50 av 265 i Green-katalogen), och de flesta av dem (ca 60 procent) visar tydliga tecken på interaktion med det intilliggande molnet. 
Röntgenbilder och optiska bilder kännetecknas av en mörk bana som korsar IC 443 från nordväst till sydost. Emission från vilande molekylär gas har observerats i samma riktning, och det beror sannolikt på ett gigantiskt molekylärt moln, beläget mellan restmaterialet och observatören. Detta är den huvudsakliga källan till utsläckning av lågenergi-SNR-emissionen. 
I sydost interagerar tryckvågen med ett mycket tätt (ca 10 000 cm⁻³) och klumpigt molekylmoln, så att den utsändande chockade gasen har en ringliknande form. Tryckvågen har kraftigt retarderats av molnet och rör sig med en uppskattad hastighet på ungefär 30–40 km/s. OH (1720 MHz) masemission, som är en robust spårare av interaktion mellan signal-sound-resonanssignaler och täta molekylmoln, har observerats i denna region. En källa till gammastrålning sammanfaller rumsligt med IC 443 och masemissionsregionen, men det är inte väl förstått huruvida den är fysiskt förknippad med restmolnet eller inte. 
I nordost, där de ljusaste optiska filamenten finns, interagerar signal-sinnes-brusförhållandet (SNR) med en helt annan miljö. Den framåtriktade stöten har stött på en vägg av neutralt väte (HI) och fortplantar sig till ett mindre tätt medium (ca 10 - 1 000 cm⁻³) med en mycket högre hastighet (80–100 km/s) än i den södra åsen.
I den västra regionen bryter chockvågen ut i ett mer homogent och tunnare medium.